# Col de la République
Der Col de la République (auch Col du Grand Bois) ist ein 1161 m hoch gelegener Gebirgspass im Mont Pilat im Zentralmassiv. Er ist der höchste Punkt der 1830 angelegten Route nationale 82, die Saint-Étienne in südöstlicher Richtung mit dem Rhonetal verbindet.
Der Beiname de la République rührt daher, dass hier im Jahre 1794 eine christliche Sekte, die sich selbst als Republik Jesu Christi bezeichnete, versuchte, einen kleinen Staat zu gründen.

## Radsport

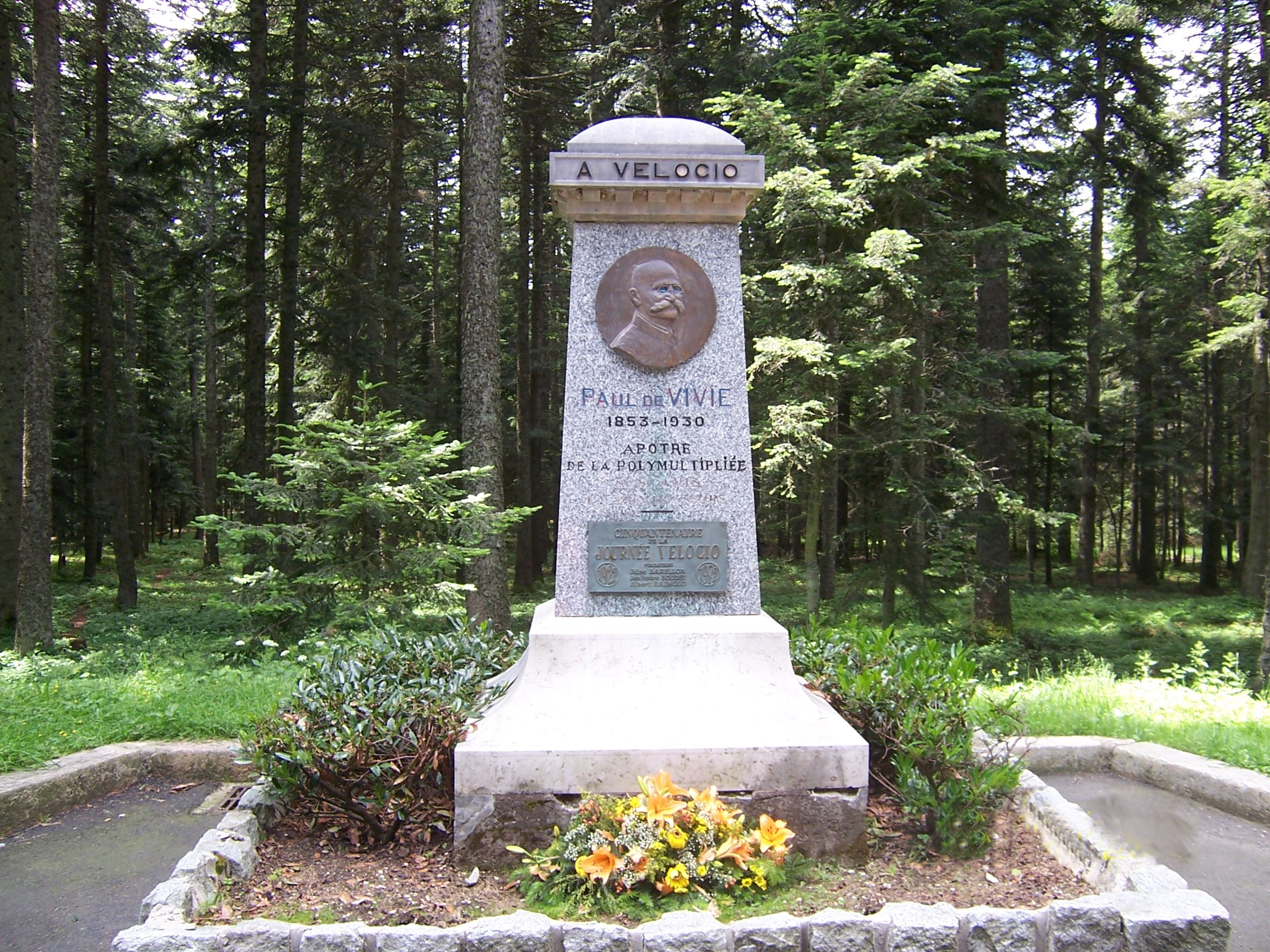
Denkmal für Paul de Vivie auf der Passhöhe

Auf der Passhöhe erinnert ein Denkmal an den Radsportpionier Paul de Vivie, der in Saint-Étienne lebte und dessen Hausstrecke auf den Col de la République führte. Seit 1922 wird zu Ehren von Paul de Vivie jährlich im Juni die Montée chronométrée du Col de la République ausgetragen, eine radsportliche Breitenveranstaltung mit bis zu 1000 Teilnehmern.
Der Col de la République war auf der zweiten Etappe der Tour de France 1903 der erste Berg, der in der Geschichte der Tour de France von den Fahrern bezwungen werden musste. Bei der Tour de France 1904 wurde der Vorjahressieger Maurice Garin beim Anstieg von Saint-Étienne auf den Col de la République von Radsportanhängern tätlich angegriffen, die damit den Lokalmatador Antoine Fauré unterstützen wollten. Die Tour de France führte danach 45 Jahre lang nicht mehr über den Col. Seit 1950 war er aber wieder elfmal Teil der Streckenplanung.